# J Centauri
j Centauri (j Cen / HD 102776 / HR 4537) es una estrella de magnitud aparente +4,31 encuadrada dentro de la constelación de Centauro.
La nueva reducción de los datos de paralaje del satélite Hipparcos sitúa a esta estrella a 595 años luz del sistema solar.
Es miembro de la asociación estelar Scorpius OB2, cuya edad está comprendida entre los 4000 y los 15 000 años.
j Centauri es una estrella blanco-azulada de la secuencia principal de tipo espectral B3Vne.
Con una temperatura efectiva de 18.700 K, tiene una luminosidad 2919 veces mayor que la del Sol.
Su radio es 3,9 veces más grande que el radio solar
y su masa es aproximadamente 7 veces mayor que la masa solar, por debajo del límite a partir del cual las estrellas acaban explosionando como supernovas.
j Centauri es una estrella Be —semejante a δ Centauri o a η Centauri— y puede ser también variable, recibiendo la denominación provisional NSV 5357.
Su amplitud de variación es de 0,049 magnitudes.
j Centauri no debe ser confundida con J Centauri (HD 116087).